# Vouzela
Vouzela là một huyện thuộc tỉnh Viseu, Bồ Đào Nha. Huyện này có diện tích 194 km², dân số thời điểm năm 2001 là 11916 người.